# Tigidia dubia
Tigidia dubia is een spinnensoort uit de familie Barychelidae. De soort komt voor in Madagaskar.